# Ончешть (Бакеу)
Ончешть, Ончешті (рум. Oncești) — село у повіті Бакеу в Румунії. Входить до складу комуни Ончешть.
Село розташоване на відстані 244 км на північ від Бухареста, 27 км на південний схід від Бакеу, 79 км на південь від Ясс, 130 км на північний захід від Галаца.

## Населення
За даними перепису населення 2002 року у селі проживали 303 особи, усі — румуни. Усі жителі села рідною мовою назвали румунську.